# 郑明良 (清朝)
鄭明良（1626年—？），字亮公，號赓飏，山西太平（山西襄汾）人，清朝政治人物。易三房，同进士出身。丙寅年四月二十八日生。

## 生平
順治五年（1648年）戊子科山西鄉試第三十一名，郑明良于順治九年（1652年）中式壬辰科进士。刑部觀政。顺治十二年（1655年）接替张天麟任华亭县知县一职，1657年由张超接任。